# Blechnaceae
Las blechnáceas (nombre científico Blechnaceae) son una familia de helechos del orden Polypodiales, que en la moderna clasificación de Christenhusz et al. 2011 se clasifica aún con un probable Blechnum parafilético, como en su predecesor sistema de Smith et al. (2006).

## Taxonomía
La clasificación más actualizada es la de Christenhusz et al. 2011 (basada en Smith et al. 2006, 2008); que también provee una secuencia lineal de las licofitas y monilofitas.
- Familia 39. Blechnaceae Newman, Hist. Brit. Ferns, ed. 2: 8 (1844). Sinónimo: Stenochlaenaceae Ching, Acta Phytotax. Sin. 16: 18 (1978).

2–9 géneros. (Blechnum, Brainea, Pteridoblechnum, Sadleria, Salpichlaena, Stenochlaena, Woodwardia). Referencias: Nakahira (2000), Cranfill (2001), Cranfill & Kato (2003).
Nota: El género Doodia está incluido en Blechnum (Shepherd  et al. 2007). Blechnum en su circunscripción actual, aun incluyendo a  Doodia, probablemente sea parafilético. El estado de otros géneros como Brainea, Pteridoblechnum, Sadleria, Salpichlaena y Stenochlaena aún no está claro, pero algunos de éstos probablemente deban ser incluidos en Blechnum sensu lato (see Cranfill 2001). Se necesitan más estudios en la delimitación de los géneros de esta familia.

### ClasificaciónsensuSmithet al.2006
Ubicación taxonómica:
Plantae (clado), Viridiplantae, Streptophyta, Streptophytina, Embryophyta, Tracheophyta, Euphyllophyta, Monilophyta, Clase Polypodiopsida, Orden Polypodiales, Familia Blechnaceae.
Sinónimo: Blechnoides.
Incluyendo Stenochlaenaceae.
Al año 2006, 9 géneros reconocidos (Smith et al. 2006):
- Blechnum sensu lato (La mayor parte de los géneros reconocidos de blechnáceas se anidan dentro de Blechnum sensu lato, y la aceptación de cada uno de ellos como género o no, dependerá de una revisión de la circunscripción de Blechnum sensu lato, que es manifiestamente parafilético tal como se lo usa hoy en día -Nakahira 2000, Cranfill 2001-).
- Brainea
- Doodia
- Pteridoblechnum
- Sadleria
- Salpichlaena
- Steenisioblechnum
- Stenochlaena
- Woodwardia (incl. Anchistea, Chieniopteris, Lorinseria. Parece ser una ramificación temprana dentro de la familia -Cranfill y Kato 2003-).

Cerca de 20 especies.

## Filogenia
Introducción teórica en Filogenia
Monofilético, hermano de Onocleaceae (Hasebe et al. 1995, Cranfill 2001, Cranfill y Kato 2003).

## Caracteres
Con las características de Pteridophyta.
Rizomas rastreros, ascendentes o erectos, a veces arborescentes, usualmente con estolones. Con escamas no clatradas en el ápice del rizoma y en las láminas. Pecíolos con numerosos haces vasculares que en un corte transversal (cerca del raquis) son redondos y se ordenan en forma de anillo.
Hojas monomórficas o usualmente dimórficas. Venas pinadas o bifurcadas, libres a varias veces anastomosadas. Areolas sin venillas inclusas. En las hojas fértiles las areolas forman areolas costulares ("costular" en inglés) que portan los soros. Soros en cadenas o lineales, usualmente paralelos y adyacentes a la vena media. Con indusio lineal que se abre hacia la vena media (hacia adentro).
Esporangios con pie de 3 filas de células de espesor. Pie corto o largo.
Esporas reniformes, con marca monolete. Perina (perisporio) alada.
Gametofitos verdes, cordados.
Número de cromosomas: x = 27, 28, 31-37 (en Blechnum y sus segregados, y en Woodwardia), y x = 40 (en Salpichlaena).